# Axam
Axam (em 
ge'ez: አርማህ, trasns. ārimahi,  conhecido em algumas fontes muçulmanas como Axama ibne Abjar (عشمة بن أبجر; reinou entre 614–631)  foi o 26 º monarca do Império de Axum. Ele é conhecido principalmente pelas moedas cunhadas durante seu reinado. 
Axam abrigou Jafar ibne Abu Talibe, primo de Maomé e outros emigrantes muçulmanos por volta de 615-616 em Axum que fugiram da perseguição dos coraixitas.  Fontes muçulmanas confirmadas indicam que Maomé fez uma oração fúnebre ausente, conhecida como Salat al-Gha'ib (em árabe: صلاة الغائب), que é um tipo de oração fúnebre realizada sobre um muçulmano morto se eles morrerem em um lugar onde há não há muçulmanos para orar pelos mortos. Essa é uma das justificativas fornecidas pelos muçulmanos de que Anajaxi morreu como muçulmano. 
Axam foi os últimos rei axumita a emitir moedas. As moedas de bronze de seu reinado o mostram como uma figura de corpo inteiro entronizada, com motivos cruzados cristãos por toda parte. 
A partir do século VII, a ascensão da dinastia omíada causou o declínio final do Império de Axum. Os árabes dominaram o comércio do mar Vermelho, conquistando Adúlis e cortando as rotas comerciais do império. A produção agrícola caiu, provavelmente por problemas ambientais e de excessiva exploração da área circundante da cidade, que nos finais do século VIII foi reduzida a um vilarejo. As elites abandonaram a cidade, assim como os reis, que transferiram a capital de Axum para ao sul.